# Jarl Hjalmarson
Jarl Harald Hjalmarson, né le 15 juin 1904 à Helsingborg (comté de Malmö, aujourd'hui comté de Scanie), et mort le 26 novembre 1993 à Lidingö (comté de Stockholm) est le dirigeant du parti conservateur suédois Parti de droite (« Högerpartiet », devenu aujourd'hui les Modérés) entre 1950 et 1961. 

## Biographie
Il est le fils du major-général Harald Hjalmarson (lequel contribue à mettre sur pied la gendarmerie perse et participe à la Guerre civile finlandaise), et de Blenda Hjalmarson, née Lindeborg.
Il passe son examen de juriste en 1929 à l'université d'Uppsala.
Il se marie avec Eywor Dahlén en 1933 et a trois fils, Torgils (né en 1936), Staffan (en 1939) et Bo (en 1943).

## Carrière politique
Il est secrétaire du premier ministre Arvid Lindman en 1929, jusqu'à la dissolution du ministère en 1930. Il devient alors secrétaire et ombudsman des partis de droite. En 1937, il entre à l'Association de protection des commerçants (Köpmännens garantiförening), jusqu'à l'arrivée d'un nouveau directeur en 1941. L'année suivante, il devient chef de la direction de l'Organisation de négociation des compagnies d'assurances (Försäkringsbolagens förhandlingsorganisation).
À partir de 1944, il prend le poste de sous-secrétaire du Parti de droite. Il entre à la deuxième chambre du Parlement suédois, l'Andra, en 1947, succédant au professeur Gösta Bagge. Puis en 1950, il prend la tête de son parti, succédant ainsi à l'exploitant agricole et propriétaire terrien Fritiof Domö. Dès lors, il est chef de son groupe politique à l'Andra, et il parvient à faire croître progressivement le nombre de sièges et de mandats dévolus au Parti de droite, dont la tête de la commission des affaires étrangères, et ce jusqu'au désastre électoral de 1960. Peu après, il quitte ses fonctions à la tête du parti, en 1961.
Par la suite, il devient gouverneur du comté de Gävleborg (Gävleborgs län), entre 1963 et 1971. Durant cette période, il devient un médiateur respecté et apprécié lors des conflits sociaux opposant les travailleurs suédois et leur hiérarchie.
Plus tard, il se porte sur le devant de la scène comme un partisan de la réduction de l'usage des prisons, qu'il estime ne devoir être utilisées que pour enfermer les criminels les plus dangereux. Il est également président de la Croix-Rouge suédoise entre 1970 et 1974.

## Autour de lui
- Lorsque le parti modéré suédois lança une fondation au nom du parti, celle-ci fut baptisée du nom de son leader historique, la fondation Jarl Hjalmarson (Jarl Hjalmarsonstiftelsen).
- Hjalmarson fut un temps un saltimbanque assez adroit, et il exerça comme voyant pour le compte du circassien suédois Brazil Jack. Apparemment, il n'eut pas besoin d'user de ce don par la suite lors de sa carrière politique[réf. nécessaire]…